# Балуша (Бакау)
Балуша (рум. Bălușa) насеље је у Румунији у округу Бакау у општини Одобешти. Oпштина се налази на надморској висини од 207 m.

## Становништво
Према подацима из 2002. године у насељу је живело 87 становника, од којих су сви румунске националности.